# Siemion Łobow (minister)
Siemion Siemionowicz Łobow (ros. Семён Семёнович Ло́бов, ur. 1888 we wsi Pieśkowo w guberni kałuskiej, zm. 30 października 1937) – radziecki polityk, ludowy komisarz przemysłu leśnego ZSRR (1932–1936), członek KC RKP(b)/WKP(b) (1924–1937).

## Życiorys
Był samoukiem, od 1907 pracował w różnych fabrykach w Petersburgu, od 1910 związany z ruchem rewolucyjnym, 1913 wstąpił do SDPRR(b). W listopadzie 1917 był członkiem Piotrogrodzkiego Komitetu SDPRR(b), od 1918 do marca 1919 zastępca przewodniczącego piotrogrodzkiej gubernialnej Czeki, od 15 marca do 5 maja 1919 przewodniczący gubernialnej Czeki w Piotrogrodzie. Od 16 września 1919 do 27 kwietnia 1920 przewodniczący saratowskiej gubernialnej Czeki, potem pełnomocnik Czeki na Północnym Kaukazie i w Baszkirii, od 4 czerwca do 7 listopada 1920 przewodniczący Baszkirskiej Obwodowej Czeki, od lipca do 8 września 1920 ludowy komisarz spraw wewnętrznych Baszkirskiej ASRR. W 1921 został kierownikiem Wydziału Wschodniego Czeki przy Radzie Komisarzy Ludowych RFSRR (nie objął funkcji), w latach 1921–1923 szef Zarządu Paliwowego i zarządca Nieftesindikatu, od 2 kwietnia 1922 do 17 kwietnia 1923 zastępca członka KC RKP(b), 1923–1926 przewodniczący Północno-Zachodniego Biura Przemysłowego Najwyższej Rady Gospodarki Narodowej ZSRR. Od 31 maja 1924 do 25 czerwca 1937 członek KC RKP(b)/WKP(b), w latach 1924–1926 członek Prezydium Najwyższej Rady Gospodarki Narodowej, 1926–1930 przewodniczący Gławenergo Najwyższej Rady Gospodarki Narodowej RFSRR i zastępca przewodniczącego Najwyższej Rady Gospodarki Narodowej RFSRR, od 17 lutego 1927 do 26 czerwca 1930 zastępca członka, a od 13 lipca 1930 do 26 stycznia 1934 członek Biura Organizacyjnego KC WKP(b). Od grudnia 1930 do 5 stycznia 1932 zastępca ludowego komisarza zaopatrzenia ZSRR, od 5 stycznia 1932 do 1 października 1936 ludowy komisarz przemysłu leśnego ZSRR, od 19 października 1936 do 1937 ludowy komisarz przemysłu spożywczego RFSRR. Odznaczony Orderem Lenina (17 stycznia 1936) i Orderem Czerwonego Sztandaru.
21 czerwca 1937 aresztowany, 29 października 1937 skazany na śmierć przez Kolegium Wojskowe Sądu Najwyższego ZSRR „za przynależność do kontrrewolucyjnej organizacji terrorystycznej” i następnego dnia rozstrzelany. 14 marca 1956 pośmiertnie zrehabilitowany.